# Tidbury Green
Tidbury Green – wieś w Anglii, w hrabstwie ceremonialnym West Midlands, w dystrykcie metropolitalnym Solihull. Leży 12 km na południe od miasta Birmingham i 154 km na północny zachód od Londynu.